# Гнатюк Микола Пилипович
Мико́ла Пили́пович Гнатю́к (* 16 січня 1933, село Лушків, нині Люблінського воєводства, Польща — † 27 лютого 1975, Київ, УРСР, СРСР) — український літературознавець. Кандидат філологічних наук (1964). Доктор філологічних наук (1974).

## Життєпис
Микола Гнатюк народився 16 січня 1933 року в с. Лушків Грубешівського повіту Замостського воєводства, нині Люблінське воєводство, Польща.
1955 року закінчив Київський педагогічний інститут (нині Національний педагогічний університет імені Михайла Драгоманова).
Від 1958 року працював у Головній редакції УРЕ.
Від 1967 року викладач Київського університету. Працював на кафедрі теорії літератури.
Був членом КПРС від 1959 року.
Помер 27 лютого 1975 року в Києві. Поховано на міському цвинтарі «Берківці». На могилі встановлено пам'ятник: горизонтальна прямокутна стела з лабрадориту, на якій позолоченими літерами напис: «Гнатюк Николай Филиппович. 16.I.1933 — 27.II.1975».

## Творчість
1955 року опублікував працю «Шевченко і декабристи».
Опублікував книжки з історії української літератури, славістики, теорії літературних жанрів:
- «Літературні роди, види і жанри (підвиди) як змістовні форми» (1968) — у співавторстві;
- «Поема як літературний вид» (Харків, 1972);
- «Українська поема першої половини XIX століття. Проблеми розвитку жанру» (Київ, 1975).

Автор передмови до збірки «Поезії» Олександра Афанасьєва-Чужбинського (Київ, 1972) із серії «Бібліотека поета».
Питанням шевченкознавства, українсько-російських літературних взаємин присвятив праці:
- «Поема Т. Г. Шевченка „Гайдамаки“» (Київ, 1963);
- «І. С. Тургенєв і українська дожовтнева література» (1968) — у співавторстві;
- «М. Горький і П. Тичина» (1970);
- «Шевченкознавство. Підсумки і проблеми» (Київ, 1975) — у співпраці.

Автор статей із проблем сучасного літературного процесу.